# Bradshaw (Virginia Occidental)
Bradshaw es un pueblo ubicado en el condado de McDowell en el estado estadounidense de Virginia Occidental. En el Censo de 2010 tenía una población de 337 habitantes y una densidad poblacional de 162,65 personas por km².

## Geografía
Bradshaw se encuentra ubicado en las coordenadas 37°21′12″N 81°48′3″O / 37.35333, -81.80083. Según la Oficina del Censo de los Estados Unidos, Bradshaw tiene una superficie total de 2.07 km², de la cual 2 km² corresponden a tierra firme y (3.25%) 0.07 km² es agua.

## Demografía
Según el censo de 2010, había 337 personas residiendo en Bradshaw. La densidad de población era de 162,65 hab./km². De los 337 habitantes, Bradshaw estaba compuesto por el 98.52% blancos, el 0.59% eran afroamericanos, el 0.3% eran amerindios, el 0% eran asiáticos, el 0% eran isleños del Pacífico, el 0% eran de otras razas y el 0.59% pertenecían a dos o más razas. Del total de la población el 0% eran hispanos o latinos de cualquier raza.